# Souanyas
Souanyas en francés y oficialmente, Soanyes en catalán, es una pequeña localidad y comuna francesa, situada en el departamento de Pirineos Orientales en la región de Languedoc-Rosellón y comarca histórica del Conflent. 
A sus habitantes se les conoce por el gentilicio de souanyasais en francés.

## Demografía
| 52 | 63 | 47 | 41 | 45 | 27 |
| Para los censos de 1962 a 1999 la población legal corresponde a la población sin duplicidades (Fuente: INSEE [Consultar]) |    |    |    |    |    |